# Грос-Лаш
Грос-Лаш (нем. Groß Laasch) — община в Германии, в земле Мекленбург-Передняя Померания.
Входит в состав района Людвигслуст. Подчиняется управлению Лудвигслуст-Ланд.  Население составляет 1010 человек (на 31 декабря 2010 года). Занимает площадь 27,22 км².